# Lavukaleve jezik
Lavukaleve jezik (ISO 639-3: lvk; laube, laumbe, russell island), jezik centralnosolomonske porodice (nekad dio istočnopapuanske), kojim govori 1 780 ljudi (1999. SIL; 1 150, 1998. SIL). ) na otocima Russell, sjeverozapadno od Guadalcanala u Solomonskim otocima.

## Vanjske poveznice
- Ethnologue (14th)
- Ethnologue (15th)